# Standard Bearer
Standard Bearer är en DVD med ett bonus-album med den svenske rapparen Promoe, släppt 2007.

## Låtlista från bonus-cdn
1. "Heartburns" - 4:06
2. "Murder Murdoch" - 3:58
3. "Bloodsugar" - 3:48
4. "Colgate White" - 4:32
5. "Sag Was" - 4:21
6. "Humblin' Experience" - 3:55
7. "Purge Them(catch a fire)pt.II feat. Capleton" - 3:36
8. "Nursery Rhymes feat. Cmotan MC " - 3:52
9. "Time Bandit" - 4:10
10. "Drowning by Numbers" - 4:22
11. "Keep Movin' feat. Cosmic" - 3:31
12. "Air Force One feat. Timbuktu" - 4:12
13. "Despertar Para Novo Dia feat. Bob da Rage Sense and Supreme" - 4:40